# Henrique de Távora e Brito
Henrique de Távora e Brito ou Henrique de São Jerónimo, O.P. (Santarém — Goa, 17 de maio de 1581), foi um prelado português.

## Biografia
Nascido eme Santarém, era filho de Fernando Cardoso e D. Filipa de Brito, no baptismo lhe deram o nome de Jerónimo e seus pais lhe acrescentaram o apelido Távora.~
Serviu como moço-de-câmara ao Cardeal D. Henrique e tomou o hábito da Ordem dos Pregadores.
Trabalhou com São D. Frei Bartolomeu dos Mártires na Arquidiocese de Braga Primaciado das Espanhas. D. Frei Henrique de Távora e Brito foi nomeado bispo de Cochim em 1576, cargo que exerceu até 1577. Nesse ano, foi elevado a Arcebispo de Goa Primaz do Oriente, cargo que exerceu até 1581, quando morreu.